# روي لي
روي لي (بالإنجليزية: Roy Lee)‏ هو لاعب كرة قاعدة أمريكي، ولد في 28 سبتمبر 1917 في إلميرا في الولايات المتحدة، وتوفي في 11 نوفمبر 1985 في سانت لويس في الولايات المتحدة.

## وصلات خارجية
- روي لي على موقع دوري كرة القاعدة الرئيسي (الإنجليزية)
- روي لي على موقعبيزبول رفرنس.كوم (الدوري الرئيسي) (الإنجليزية)
- روي لي على موقعبيزبول رفرنس.كوم (الدوري الثانوي) (الإنجليزية)